# Phaeochrous schoutedeni
Phaeochrous schoutedeni är en skalbaggsart som beskrevs av Louis Burgeon 1928. Phaeochrous schoutedeni ingår i släktet Phaeochrous och familjen Hybosoridae. Inga underarter finns listade i Catalogue of Life.